# Osteochilus bleekeri
Osteochilus bleekeri är en fiskart som beskrevs av Maurice Kottelat 2008. Osteochilus bleekeri ingår i släktet Osteochilus och familjen karpfiskar. Inga underarter finns listade i Catalogue of Life.